# Suyash Mehta
Suyash Mehta (* 15. Juli 1991 in Baltimore, Maryland) ist ein US-amerikanischer Schiedsrichter im Basketball, der seit dem Jahr 2019 in der NBA tätig ist. Er trägt die Uniform mit der Nummer 82.

## Karriere

### College-Basketball
Vor dem Einstieg in die NBA arbeitete er als College-Basketballschiedsrichter u. a. in der Atlantic 10 Conference, Big South Conference, Colonial Athletic Association und Conference USA.

### National Basketball Association
Mehta begann im Jahr 2019 seine NBA-Schiedsrichterlaufbahn beim Spiel der Cleveland Cavaliers gegen die Dallas Mavericks.